# Montigny-en-Gohelle
Pour les articles homonymes, voir Montigny.
Montigny-en-Gohelle est une commune française située dans le département du Pas-de-Calais en région Hauts-de-France. Ses habitants sont appelés les Montignois. La commune est membre de la communauté d'agglomération Hénin-Carvin.

## Géographie

### Localisation
Localisée dans l'est du département du Pas-de-Calais, Montigny-en-Gohelle est un grand centre urbain situé à 7 km à l'est de la commune de Lens (aire d'attraction et chef-lieu d'arrondissement).
Le territoire de la commune est limitrophe de ceux de quatre communes.
Les communes limitrophes sont Courrières, Hénin-Beaumont, Billy-Montigny et Fouquières-lès-Lens.

### Géologie et relief
La superficie de la commune est de 3,5 km2 ; son altitude varie de 23  à   42 m.

### Hydrographie
Le territoire de la commune est situé dans le bassin Artois-Picardie.
La commune est traversée par le ruisseau de Montigny, canal, chenal de 4,74 km, qui prend sa source dans la commune de Fouquières-lès-Lens et se jette dans le canal de Lens au niveau de la commune d'Harnes.

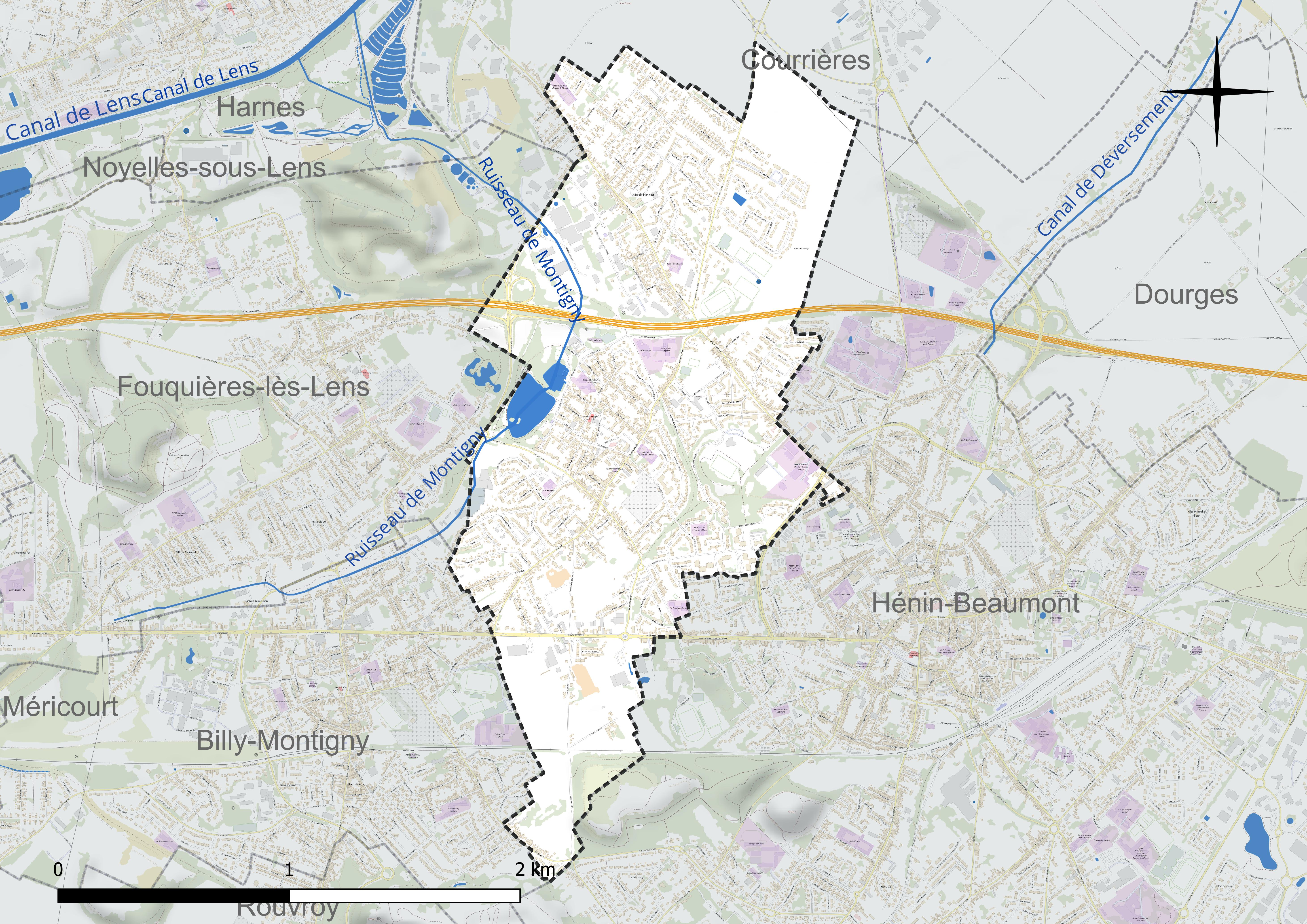
Réseau hydrographique de Montigny-en-Gohelle.

### Climat
Pour des articles plus généraux, voir Climat des Hauts-de-France et Climat du Nord-Pas-de-Calais.
En 2010, le climat de la commune est de type climat océanique dégradé des plaines du Centre et du Nord, selon une étude du CNRS s'appuyant sur une série de données couvrant la période 1971-2000. En 2020, Météo-France publie une typologie des climats de la France métropolitaine dans laquelle la commune est exposée à un climat océanique et est dans la région climatique Nord-est du bassin Parisien, caractérisée par un ensoleillement médiocre, une pluviométrie moyenne régulièrement répartie au cours de l’année et un hiver froid (3 °C).
Pour la période 1971-2000, la température annuelle moyenne est de 10,5 °C, avec une amplitude thermique annuelle de 14,5 °C. Le cumul annuel moyen de précipitations est de 695 mm, avec 12,1 jours de précipitations en janvier et 8,4 jours en juillet. Pour la période 1991-2020, la température moyenne annuelle observée sur la station météorologique la plus proche, située sur la commune de Douai à 12 km à vol d'oiseau, est de 11,0 °C et le cumul annuel moyen de précipitations est de 729,2 mm,. Pour l'avenir, les paramètres climatiques de la commune estimés pour 2050 selon différents scénarios d'émission de gaz à effet de serre sont consultables sur un site dédié publié par Météo-France en novembre 2022.

### Milieux naturels et biodiversité

#### Zones naturelles d'intérêt écologique, faunistique et floristique
L’inventaire des zones naturelles d'intérêt écologique, faunistique et floristique (ZNIEFF) a pour objectif de réaliser une couverture des zones les plus intéressantes sur le plan écologique, essentiellement dans la perspective d’améliorer la connaissance du patrimoine naturel national et de fournir aux différents décideurs un outil d’aide à la prise en compte de l’environnement dans l’aménagement du territoire.
Le territoire communal comprend deux ZNIEFF de type 1 :
- les terrils 85 et 89 d'Hénin-Beaumont, d’une superficie de 37 ha et d'une altitude variant de 0  à   37 mètres[11] ;
- les terrils 84 et 205 d'Hénin-Beaumont. Ce site, situé au cœur du bassin minier, est situé au carrefour des communes de Billy-Montigny, Rouvroy et Hénin-Beaumont. Il est constitué de deux terrils (84 et 205) reliés par un fossé alimenté par les eaux de ruissellement[12].

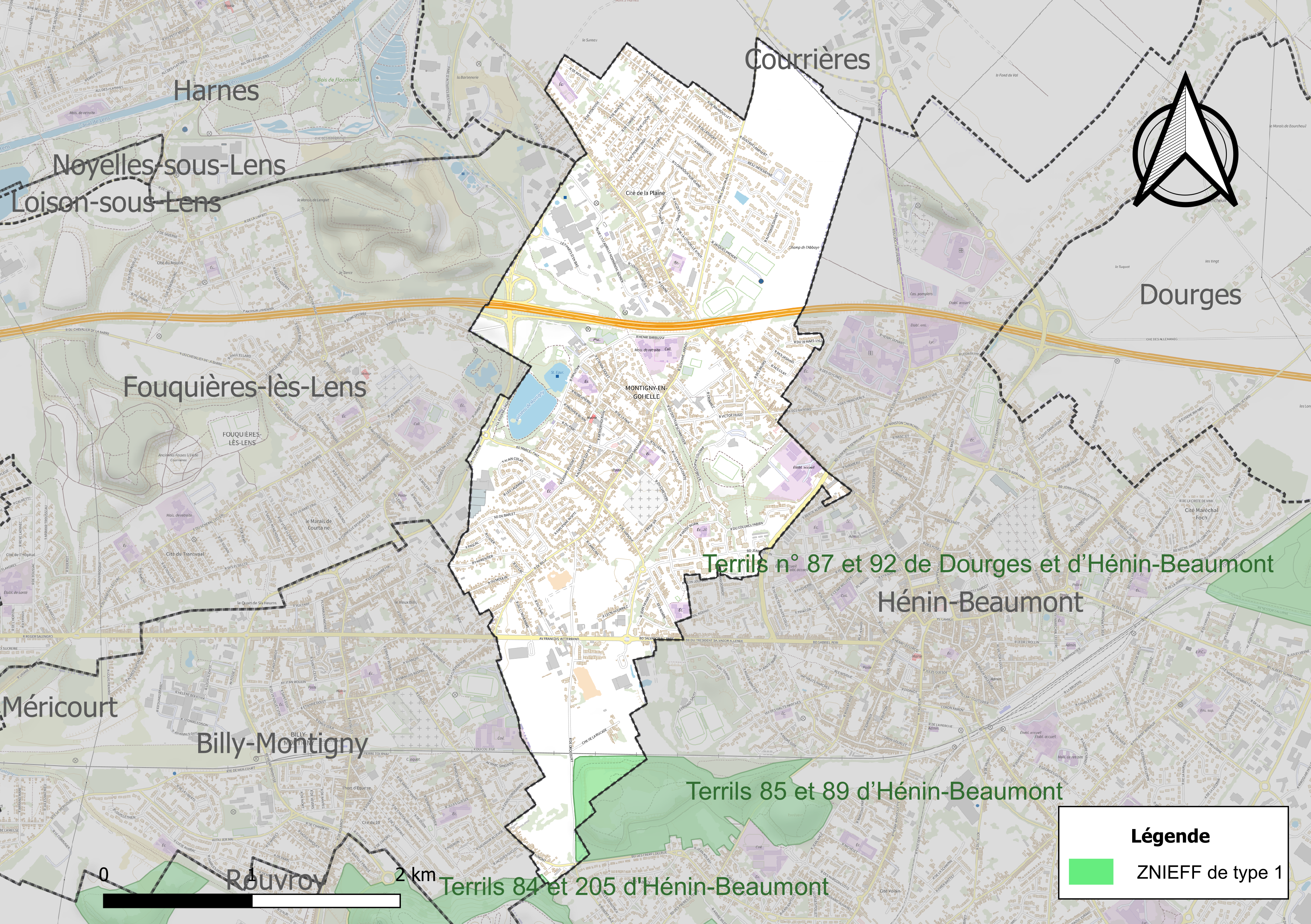
Carte des ZNIEFF sur la commune.

#### Espèces faunistiques et floristiques
L’Inventaire national du patrimoine naturel (INPN) recense plusieurs espèces faunistiques et floristiques sur le territoire de la commune dont certaines sont protégées et d’autres menacées et quasi-menacées.

## Urbanisme

### Typologie
Au 1er janvier 2024, Montigny-en-Gohelle est catégorisée grand centre urbain, selon la nouvelle grille communale de densité à sept niveaux définie par l'Insee en 2022.
Elle appartient à l'unité urbaine de Douai-Lens, une agglomération inter-départementale regroupant 67  communes, dont elle est une commune de la banlieue,,. Par ailleurs la commune fait partie de l'aire d'attraction de Lens - Liévin, dont elle est une commune du pôle principal,. Cette aire, qui regroupe 50 communes, est catégorisée dans les aires de 200 000 à moins de 700 000 habitants,.

### Occupation des sols
L'occupation des sols de la commune, telle qu'elle ressort de la base de données européenne d’occupation biophysique des sols Corine Land Cover (CLC), est marquée par l'importance des territoires artificialisés (77,8 % en 2018), en augmentation par rapport à 1990 (70,8 %). La répartition détaillée en 2018 est la suivante :
zones urbanisées (77,8 %), terres arables (14,9 %), zones agricoles hétérogènes (5,9 %), milieux à végétation arbustive et/ou herbacée (1,4 %). L'évolution de l’occupation des sols de la commune et de ses infrastructures peut être observée sur les différentes représentations cartographiques du territoire : la carte de Cassini (XVIIIe siècle), la carte d'état-major (1820-1866) et les cartes ou photos aériennes de l'IGN pour la période actuelle (1950 à aujourd'hui).

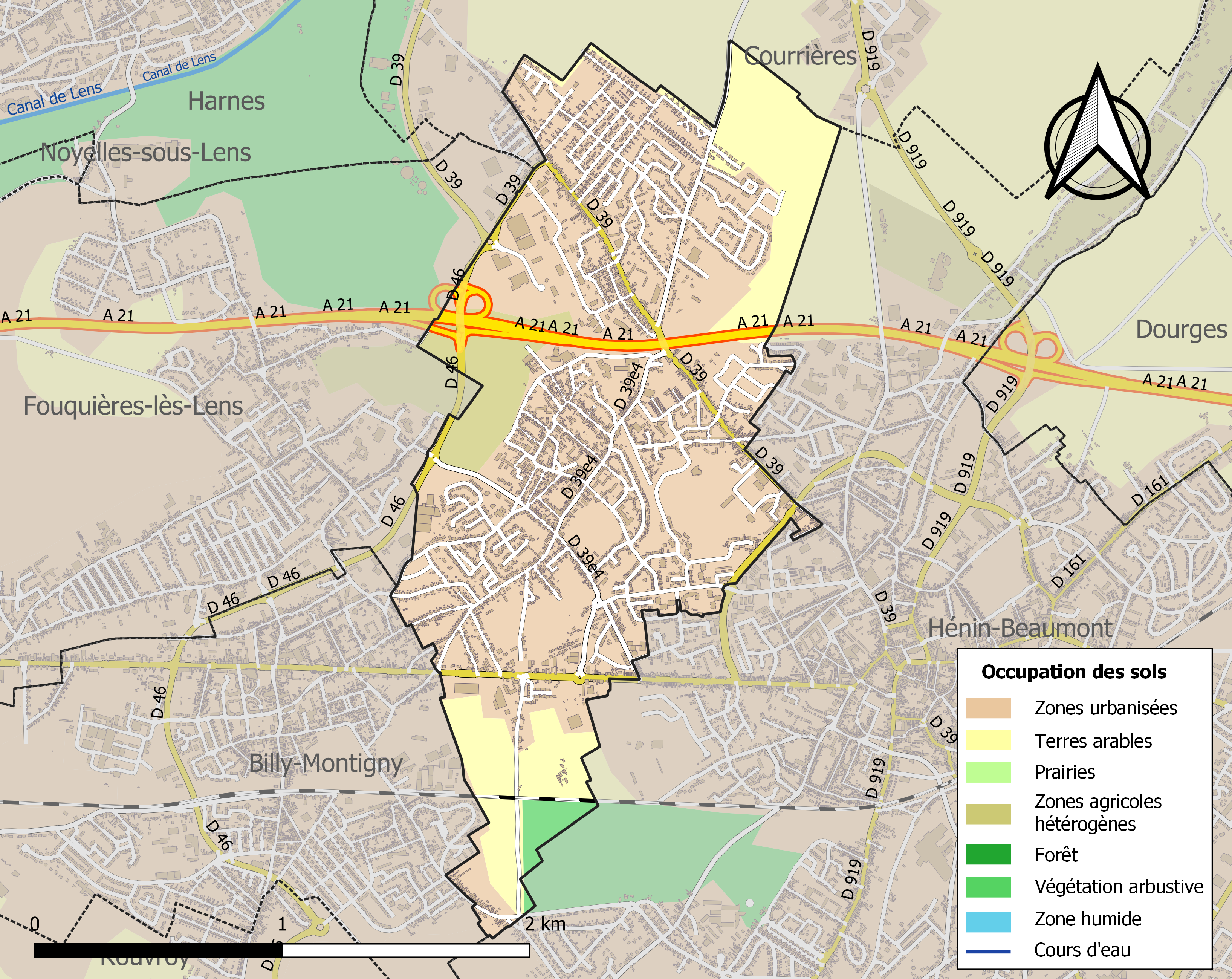
Carte des infrastructures et de l'occupation des sols de la commune en 2018 (CLC).

### Logement
En 2021, le nombre total de logements dans la commune était de 4 159, alors qu'il était de 4 219 en 2015 et de 4 095 en 2010
, soit une progression du nombre total de logements de 1,6 % depuis 2010.
Parmi ces 4 159 logements, 97,7 % étaient des résidences principales, (soit 4 065 logements), 0,5 % des résidences secondaires et 1,8 % des logements vacants. Ces logements étaient pour 76,5 % d'entre eux des maisons individuelles et pour 23,4 % des appartements.
Sur les 4 065 résidences principales, 50,6 % sont occupées par des propriétaires,  48,3 % par des locataires et 1,0 % par des personnes logées gratuitement.
Le tableau ci-dessous présente la typologie des logements à Montigny-en-Gohelle en 2021 en comparaison avec celle du Pas-de-Calais et de la France entière. Une caractéristique marquante du parc de logements est ainsi la faible proportion des résidences secondaires et logements occasionnels (0,5 %) par rapport au département (6,5 %) et à la France entière (9,7 %) ainsi que d'une proportion de logements vacants (1,8 %) inférieure à celle du département (7,3 %) et de la France entière (8,1 %).
| Typologie                                               | Montigny-en-Gohelle | Pas-de-Calais | France entière |
| ------------------------------------------------------- | ------------------- | ------------- | -------------- |
| Résidences principales (en %)                           | 97,7                | 86,1          | 82,2           |
| Résidences secondaires et logements occasionnels (en %) | 0,5                 | 6,5           | 9,7            |
| Logements vacants (en %)                                | 1,8                 | 7,3           | 8,1            |

### Voies de communication et transports

#### Transport ferroviaire
La commune était située sur la ligne d'Hénin-Beaumont à Bauvin - Provin, une ancienne ligne de chemin de fer qui reliait, de 1879 à 1970, Hénin-Beaumont (Pas-de-Calais) à Bauvin (Nord).

## Toponymie
Le nom de la localité est attesté sous les formes Montigniacum en 1058 ; Montiny en 1070 ; Montegni, Montegneium en 1119 ; Montenini en 1129 ; Montiniacum en 1141-1142 ; Montenni en 1142 ; Montigni en 1187 ; Monteigni en 1263 ; Montigny en 1328 ; Montigny en 1793 ; Montigny puis Montigny-en-Gohelle depuis 1801.
Montigny, Albert Dauzat et à sa suite Ernest Nègre assignent une même origine à tous les Montigny, qui viendraient d'une même forme dont l'étymon est généralement donné sous la forme latinisée *Montaniacum, c'est un type toponymique répandu dont la signification exacte ne fait pas l'unanimité.
La Gohelle est un petit pays traditionnel du département du Pas-de-Calais faisant partie de l'Artois, la ville de  Lens est considérée comme son point central. Hypothétiquement, le nom pourrait venir du vieil allemand « göll », qui signifie « stérile », du mot, bas-latin, Gauharia  signifiant « région couverte de taillis ».

## Histoire

### Préhistoire
Des traces d'occupation du Mésolithique sous la forme d'un abondant matériel de silex taillés ont été découverts vers le Marais Pipy et le Fond de Billy. Une hache polie du Néolithique a aussi été ramassée à cet endroit et une autre vers Courrières au lieu-dit " les Dix-Neuf).

### Antiquité
En 1972, lors de travaux de la Rocade Minière ( A21) vers le chemin d'Harnes, on y découvre des traces d'habitat et des tombes à incinération. En 2006, derrière le collège Youri Gagarine, des travaux ont décapé une tombe à incinération dont l'inventaire partiel a été établi et le mobilier reconstitué déposé au petit musée de la ville.

### Première Guerre mondiale
La commune est décorée de la croix de guerre 1914-1918 le 25 novembre 1920, distinction également attribuée à 276 autres communes du Pas-de-Calais,.

### Seconde Guerre mondiale
C'est à Montigny-en-Gohelle, dans le Pas-de-Calais que la grève patriotique des cent mille mineurs du Nord-Pas-de-Calais en mai-juin 1941 prive les Allemands de 93 000 tonnes de charbon pendant près de 2 semaines, déclenchant une répression terrible. C'est l'un des premiers actes de résistance collective à l'occupation nazie en France, qui se solda par plus d'une centaine d'arrestations, des exécutions et la déportation de 270 personnes. De par sa localisation, Montigny-en-Gohelle est les années suivantes aussi au cœur de trois grands événements nationaux, la bataille du charbon (1945-1947), suivie des grève des mineurs de 1947 et celles de 1948.

## Politique et administration

### Découpage territorial
La commune se trouve depuis 1962 dans l'arrondissement de Lens du  département du Pas-de-Calais.

#### Commune et intercommunalités
La commune est membre de la communauté d'agglomération Hénin-Carvin, créée en 2001 et qui succédait au district d'Hénin-Carvin créé en 1968. La communauté d'agglomération Hénin-Carvin regroupe 14 communes et compte 126 840 habitants en 2021.

#### Circonscriptions administratives
La commune faisait partie de 1801 à 1962 du canton de Carvin, année où elle intègre le canton d'Hénin-Beaumont. Elle devient en 1991 le chef-lieu du canton de Montigny-en-Gohelle. Dans le cadre du redécoupage cantonal de 2014 en France, la commune est désormais rattachée au canton d'Hénin-Beaumont-1.

#### Circonscriptions électorales
Pour l'élection des députés, la commune fait partie depuis 2012 de la onzième circonscription du Pas-de-Calais.

### Élections municipales et communautaires

#### Élections municipales 2020
- Maire sortant : Marcello Della Franca (PS)
- 33 sièges à pourvoir au conseil municipal (population légale 2017 : 10 198 habitants)
- 5 sièges à pourvoir au conseil communautaire (CA Hénin-Carvin)

|                          | Marcello Della Franca, | PS-PCF | 1 361 | 53,45 | 26 | 4 |  |  |
|                          | Vincent Birmann        | RN     | 968   | 38,02 | 6  | 1 |  |  |
|                          | Vincent Brabant        |        | 217   | 8,52  | 1  | 0 |  |  |
|                          |                        |        |       |       |    |   |  |  |
| Votes valides            |                        |        |       |       |    |   |  |  |
| Votes blancs             |                        |        |       |       |    |   |  |  |
| Votes nuls               |                        |        |       |       |    |   |  |  |
| Total                    | Total                  | Total  |       | 100   |    |   |  |  |
| Abstention               |                        |        |       |       |    |   |  |  |
| Inscrits / participation |                        |        |       |       |    |   |  |  |

#### Liste des maires
| Période                                  | Période                    | Identité                        | Étiquette | Qualité |
| ---------------------------------------- | -------------------------- | ------------------------------- | --------- | --- |
| Les données manquantes sont à compléter. |                            |                                 |           | |
| décembre 1919                            | mai 1929                   | Eugène Chopin (1882-1966)       | SFIO      | Employé de mairie Conseiller d'arrondissement (1919 → 1931)                                                  |
| mai 1929                                 | novembre 1930 (démission)  | Émile Delabre (1881-1954)       | PC-SFIC   | Ouvrier mineur                                                                                               |
| novembre 1930                            | mai 1935                   | Gustave Lecointe (1893-1948)    | PC-SFIC   | Ouvrier mineur                                                                                               |
| mai 1935                                 | 1944                       | Émile Delabre (1881-1954)       | LC        | Ouvrier mineur                                                                                               |
| 1944                                     | mai 1945                   | Gaston Ghislain                 | SFIO      | |
| mai 1945                                 | juin 1948 (décès)          | Gustave Lecointe (1893-1948)    | PCF       | Ouvrier mineur, résistant Conseiller général de Carvin (1945 → 1948)                                         |
| juin 1948                                | décembre 1951 (démission)  | Ezia Leblond,                   | PCF       | Première adjointe au maire (1947 → 1948)                                                                     |
| décembre 1951                            | janvier 1952               | Pierre Bourbon                  |           | Maire par intérim                                                                                            |
| janvier 1952                             | mars 1962 (décès)          | René Six                        | PCF       | Mécanicien, ancien déporté                                                                                   |
| juillet 1962                             | mars 1989                  | Paul Doutréaux, (1916-2012)     | PCF       | Ancien mineur Premier adjoint au maire (1953 → 1962)                                                         |
| mars 1989                                | mars 2006 (démission)      | Jean-Marie Picque               | PS        | Directeur d'école Conseiller général de Montigny-en-Gohelle (1992 → 2015)                                    |
| mars 2006                                | 10 janvier 2010 (décès)    | Jean-Claude Lecamus (1944-2010) | PS        | Retraité Vice-président de la CA Hénin-Carvin                                                                |
| 22 janvier 2010                          | 4 janvier 2019 (démission) | Bruno Yard                      | PS        | Retraité des travaux publics Vice-président de la CA Hénin-Carvin (? → 2014) Réélu pour le mandat 2014-2020, |
| 10 janvier 2019                          | En cours (au 30 mars 2022) | Marcello Della Franca           | PS        | Agent territorial Vice-président de la CA Hénin-Carvin Réélu pour le mandat 2020-2026,                       |

### Jumelages
La commune est jumelée avec :
| Ville | Ville             | Pays | Pays      | Période     |
| ----- | ----------------- | ---- | --------- | ----------- |
|       | Stollberg/Erzgeb. |      | Allemagne | depuis 1989 |
|       | Tamási            |      | Hongrie   | depuis 2010 |

## Population et société

### Démographie
Les habitants sont appelés les Montignois.

#### Évolution démographique
L'évolution du nombre d'habitants est connue à travers les recensements de la population effectués dans la commune depuis 1793. Pour les communes de plus de 10 000 habitants les recensements ont lieu chaque année à la suite d'une enquête par sondage auprès d'un échantillon d'adresses représentant 8 % de leurs logements, contrairement aux autres communes qui ont un recensement réel tous les cinq ans,.

En 2022, la commune comptait 9 667 habitants, en évolution de −5,09 % par rapport à 2016 (Pas-de-Calais : −0,72 %, France hors Mayotte : +2,11 %).
| 1793 | 1800 | 1806 | 1821 | 1831 | 1836 | 1841 | 1846 | 1851 |
| ---- | ---- | ---- | ---- | ---- | ---- | ---- | ---- | ---- |
| 356  | 400  | 437  | 527  | 596  | 605  | 647  | 679  | 604  |

| 1856 | 1861 | 1866 | 1872 | 1876 | 1881 | 1886  | 1891  | 1896  |
| ---- | ---- | ---- | ---- | ---- | ---- | ----- | ----- | ----- |
| 625  | 750  | 812  | 888  | 885  | 906  | 1 260 | 1 960 | 2 585 |

| 1901  | 1906  | 1911  | 1921  | 1926  | 1931  | 1936  | 1946  | 1954  |
| ----- | ----- | ----- | ----- | ----- | ----- | ----- | ----- | ----- |
| 4 560 | 5 292 | 5 904 | 4 009 | 7 712 | 7 707 | 6 892 | 7 683 | 8 486 |

| 1962  | 1968  | 1975  | 1982   | 1990   | 1999   | 2006   | 2011   | 2016   |
| ----- | ----- | ----- | ------ | ------ | ------ | ------ | ------ | ------ |
| 8 884 | 9 003 | 9 232 | 11 140 | 10 629 | 10 558 | 10 246 | 10 335 | 10 185 |

| 2021  | 2022  | - | - | - | - | - | - | - |
| ----- | ----- | - | - | - | - | - | - | - |
| 9 870 | 9 667 | - | - | - | - | - | - | - |

#### Pyramide des âges
La population de la commune est relativement jeune.
En 2018, le taux de personnes d'un âge inférieur à 30 ans s'élève à 40,2 %, soit au-dessus de la moyenne départementale (36,7 %). À l'inverse, le taux de personnes d'âge supérieur à 60 ans est de 23,8 % la même année, alors qu'il est de 24,9 % au niveau départemental.
En 2018, la commune comptait 4 955 hommes pour 5 360 femmes, soit un taux de 51,96 % de femmes, légèrement supérieur au taux départemental (51,50 %).
Les pyramides des âges de la commune et du département s'établissent comme suit.
| Hommes | Classe d’âge | Femmes |
| ------ | ------------ | ------ |
| 0,4    | 90 ou +      | 1,3    |
| 5,8    | 75-89 ans    | 7,7    |
| 14,1   | 60-74 ans    | 18,2   |
| 17,5   | 45-59 ans    | 16,6   |
| 18,2   | 30-44 ans    | 19,6   |
| 20,8   | 15-29 ans    | 17,0   |
| 23,2   | 0-14 ans     | 19,8   |

| Hommes | Classe d’âge | Femmes |
| ------ | ------------ | ------ |
| 0,5    | 90 ou +      | 1,6    |
| 5,6    | 75-89 ans    | 8,9    |
| 16,7   | 60-74 ans    | 18,1   |
| 20,2   | 45-59 ans    | 19,2   |
| 18,9   | 30-44 ans    | 18,1   |
| 18,2   | 15-29 ans    | 16,2   |
| 19,9   | 0-14 ans     | 17,9   |

## Économie

### Revenus de la population et fiscalité
En 2021, la commune compte 3 685 ménages fiscaux, regroupant 8 571 personnes.
Le revenu fiscal médian par ménage, le taux de pauvreté des ménages et la part des ménages fiscaux imposés de la commune, du département du Pas-de-Calais et de la métropole sont les suivants :
- le revenu fiscal médian par ménage de la commune est de 18 640 €, inférieur à celui du département du Pas-de-Calais (20 720 €) et inférieur à celui de la France métropolitaine (23 080 €)[Insee 6],[Insee 7],[Insee 8] ;
- le taux de pauvreté des ménages de la commune est de 26 %, de 18,4 % au niveau du département et de 14,9 % au niveau de la métropole[Insee 9],[Insee 10],[Insee 11] ;
- la part des ménages fiscaux imposés dans la commune est de 37 %, de 44,1 % au niveau du département et de 53,4 % au niveau de la métropole[Insee 6],[Insee 7],[Insee 8].

### Emploi
|                       | 2010   | 2015   | 2021   |
| --------------------- | ------ | ------ | ------ |
| Commune               | 20,3 % | 26,1 % | 22,9 % |
| Département           | 11,3 % | 13,7 % | 11,2 % |
| France métropolitaine | 11,6 % | 13,7 % | 11,7 % |

En 2021, la population âgée de 15 à 64 ans s'élève à 5 868 personnes, parmi lesquelles on compte 67,2 % d'actifs (51,8 % ayant un emploi et 15,4 % de chômeurs) et 32,8 % d'inactifs,. En 2021, le taux de chômage communal (au sens du recensement) des 15-64 ans est supérieur à celui du département et supérieur à celui de la France métropolitaine.
La commune fait partie du pôle principal de l'aire d'attraction de Lens - Liévin,. Elle compte 1 826 emplois en 2021, contre 1 761 en 2015 et 1 922 en 2010. Le nombre d'actifs ayant un emploi résidant dans la commune est de 3 083, soit un indicateur de concentration d'emploi de 59,2 et un taux d'activité parmi les 15 ans ou plus de 51,1 %.
Sur ces 3 083 actifs de 15 ans ou plus ayant un emploi, 421 travaillent dans la commune, soit 14 % des habitants. Pour se rendre au travail, 85,2 % des habitants utilisent une voiture, un camion ou une fourgonnette, 5,6 % les transports en commun, 6,7 % s'y rendent en deux-roues, à vélo ou à pied et 2,5 % n'ont pas besoin de transport (travail au domicile).

### Entreprises et commerces

#### Activités hors agriculture
299 établissements marchands non agricoles sont économiquement actifs en 2022 à Montigny-en-Gohelle,,.
| Secteur d'activité                                                                                        | Commune | Commune | Département |
| Secteur d'activité                                                                                        | Nombre  | %       | %           |
| --- | ------- | ------- | ----------- |
| Ensemble                                                                                                  | 299     | 100 %   | (100 %)     |
| Industrie manufacturière, industries extractives et autres                                                | 25      | 8,4 %   | (5,3 %)     |
| Construction                                                                                              | 29      | 9,7 %   | (11,7 %)    |
| Commerce de gros et de détail, transports, hébergement et restauration                                    | 95      | 31,8 %  | (22,5 %)    |
| Information et communication                                                                              | 6       | 2,0 %   | (3,6 %)     |
| Activités financières et d'assurance                                                                      | 3       | 1,0 %   | (5,3 %)     |
| Activités immobilières                                                                                    | 3       | 1,0 %   | (5,7 %)     |
| Activités spécialisées, scientifiques et techniques et activités de services administratifs et de soutien | 39      | 13,0 %  | (20,2 %)    |
| Administration publique, enseignement, santé humaine et action sociale                                    | 66      | 22,1 %  | (15,8 %)    |
| Autres activités de services                                                                              | 33      | 11,0 %  | (9,9 %)     |

Le secteur du commerce de gros et de détail, transports, hébergement et restauration est prépondérant sur la commune puisqu'il représente 31,8 % du nombre total d'établissements de la commune (95 sur les 299 entreprises implantées  à Montigny-en-Gohelle), contre 22,5 % au niveau départemental.

#### Agriculture
La commune est dans l'« Artois », une petite région agricole dans le département du Pas-de-Calais. En 2020, l'orientation technico-économique de l'agriculture  sur la commune est la polyculture et/ou le polyélevage. 
|               | 1988 | 2000 | 2010 | 2020 |
| ------------- | ---- | ---- | ---- | ---- |
| Exploitations | 2    | 1    | 1    | 1    |
| SAU (ha)      | 45   | 2    | 3    | 0    |

Le nombre d'exploitations agricoles en activité et ayant leur siège dans la commune est très faible, 2 lors du recensement agricole de 1988  à 1 en 2000 puis à 1 en 2010 et enfin à 1 en 2020, soit une baisse de 50 %. La surface agricole utilisée sur la commune a également diminué, passant de 45 ha en 1988 à 0 ha en 2020.

## Culture locale et patrimoine

### Lieux et monuments

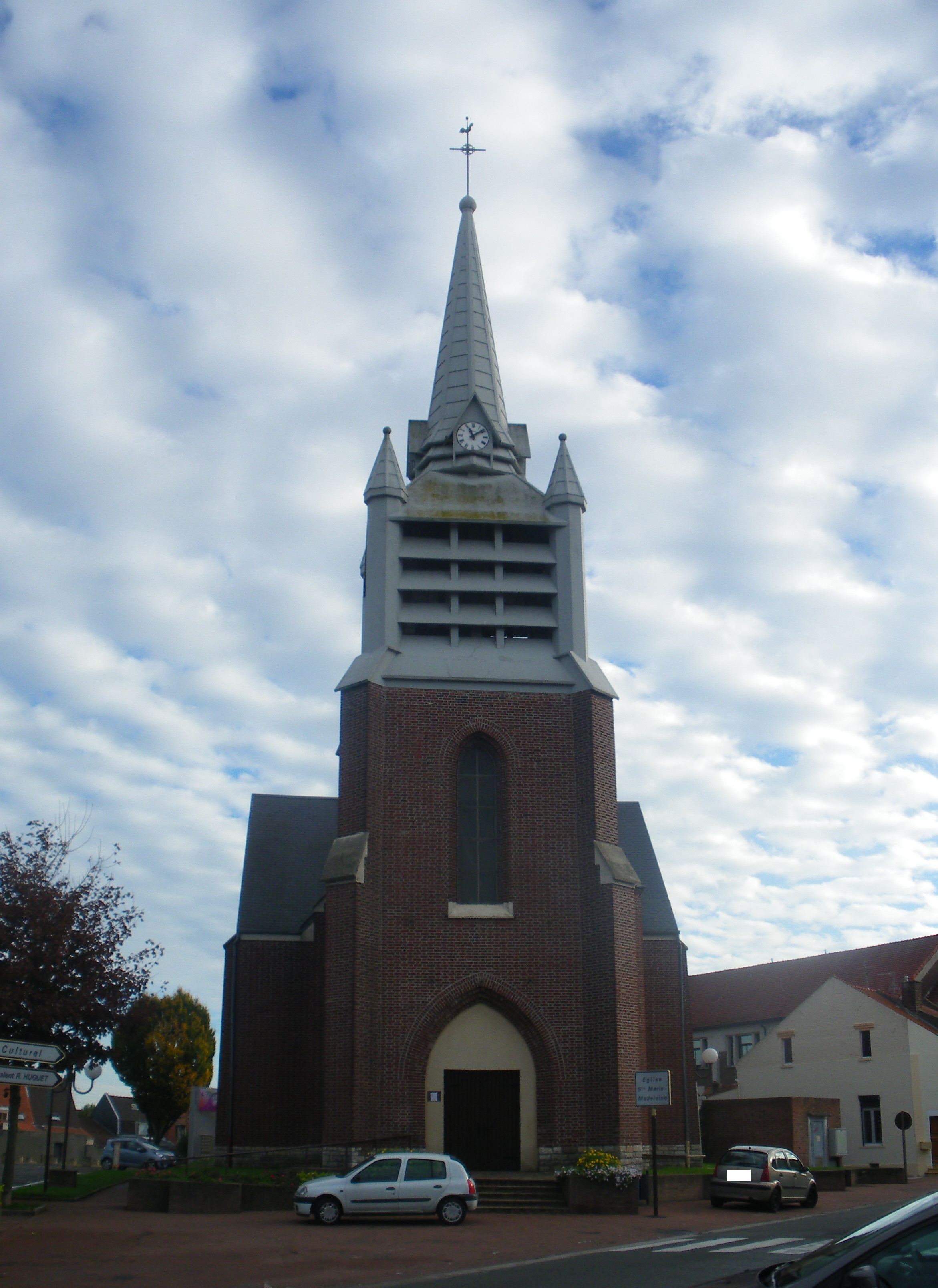
L'église.

- L'église Sainte-Marie-Madeleine.
- La chapelle Saint-Joseph
- Les deux monuments aux morts[61].

### Personnalités liées à la commune
- Prosper Bobin, architecte, né dans la commune.
- Georges Lech, footballeur français international, 35 sélections, né dans la commune.
- Bernard Lech, footballeur français, frère du précédent, né dans la commune.

### Héraldique
| Blason de Montigny-en-Gohelle | Blason  | De gueules à trois cottes de maille d'argent, à la champagne d'azur chargée d'une chaîne de cinq maillons d'argent, celui du milieu rompu, posée en fasce. Ornements extérieursCroix de guerre 1914-1918 |
| Blason de Montigny-en-Gohelle | Détails | Adopté par la municipalité le 27 janvier 1982. |

## Pour approfondir

#### Bases de données, dictionnaires et encyclopédies
- Ressources relatives à la géographie :   - Insee (communes)
  - Ldh/EHESS/Cassini
- Ressource relative à plusieurs domaines :   - Annuaire du service public français
- Ressource relative à la musique :   - MusicBrainz
- Notices d'autorité :   - VIAF
  - BnF (données)